# Мешкув (Великопольське воєводство)
Мешкув (пол. Mieszków, нім. Mieschkow) — село в Польщі, у гміні Яроцин Яроцинського повіту Великопольського воєводства.
Населення — 1726 осіб (2011).
У 1975-1998 роках село належало до Каліського воєводства.

## Демографія
Демографічна структура станом на 31 березня 2011 року:
|          | Загалом | Допрацездатний вік | Працездатний вік | Постпрацездатний вік |
| -------- | ------- | ------------------ | ---------------- | -------------------- |
| Чоловіки | 862     | 211                | 563              | 88                   |
| Жінки    | 864     | 171                | 529              | 164                  |
| Разом    | 1726    | 382                | 1092             | 252                  |